# 235P/LINEAR
235P/LINEAR, komet Jupiterove obitelji